# Berlin aktuell
Berlin aktuell war ein privater Radiosender aus Berlin, der sich als reines Nachrichtenprogramm verstand. Der Sender existierte von Mai 1998 bis Oktober 2000. Chefredakteur war Michael Häutemann.

## Geschichte
Berlin aktuell wurde im Mai 1998 auf der UKW-Frequenz 93,6 MHz als Nachfolger des Radiosenders Newstalk gestartet. Der Sender verstand sich als „Newsradio für das neue Berlin“ und wurde als Konkurrenz zu dem öffentlich-rechtlichen Inforadio gegründet, das damals bereits seit zweieinhalb Jahren bestand. 1999 beschäftigte der Privatsender 65 Mitarbeiter, davon allein 23 fest angestellte Redakteure.
Am 17. April 2000 meldete die Berliner Zeitung, dass die Landesmedienanstalt Berlin/Brandenburg die Sendefrequenz von Berlin aktuell neu ausschreibt und die Frankfurter Allgemeine Zeitung (FAZ) den Sender übernehmen wolle. „Berlin aktuell hat eine wechselvolle Geschichte hinter sich, dazu keine erfolgreiche. Nachdem der Versuch gescheitert war, mit Newstalk ein nachrichtenorientiertes Radioprogramm zu machen, unternahm der Mehrheitseigner MITI (der US-Konzern Metromedia International Group) 1998 einen weiteren Anlauf mit neuem Namen und modifiziertem Konzept. Doch bislang blieb der Erfolg beim Hörer aus“.
Im November 2000 übernahm die FAZ offiziell den Sender und gliederte Berlin aktuell dem FAZ Businessradio ein, das ebenfalls nur zwei Jahre Bestand hatte. Heute ist die UKW-Frequenz 93,6 MHz dem Musiksender Jam FM zugeteilt.